# Università della California - Berkeley
L'Università della California - Berkeley, conosciuta anche come UC Berkeley, Berkeley o anche solo Cal, è la più antica e la principale tra le dieci sedi del sistema dell'Università della California: fondata nel 1868; il campus si trova nella zona collinare di Berkeley, di fronte alla baia di San Francisco, estendendosi in parte fino alle colline dell'amministrazione di Oakland.
La rivista U.S. News & World Report nel 2020 ha classificato Berkeley come migliore università pubblica al mondo.

## Storia
Nel 1866, la terra su cui sorge il campus di Berkeley fu acquistata dal college privato della California, fondato nel 1855 dal sacerdote congregazionalista Henry Durant. Non avendo abbastanza fondi per poter funzionare, il college della California si unì il 23 marzo 1868 con il college statale di arti meccaniche, minerarie e agrarie, formando l'Università della California. Quest'ultima fu creata dallo Stato per avvantaggiarsi di una legge federale (Morrill Land-Grant Colleges Act) del 1862, che concedeva agli Stati alcuni privilegi sulle terre demaniali se vi avessero fondato una scuola pubblica per l'insegnamento delle arti meccaniche, agrarie e tattica militare.
In cambio della concessione di 600 km² di terreno, ai primi studenti universitari dell'Università della California fu richiesto che per due ore la settimana e per quattro anni fossero istruiti in tattica, cavalcata, costruzione di accampamenti, ingegneria militare e fortificazioni. Nel 1869, l'università aprì ad Oakland stabilendosi negli edifici del college di California. Nel 1873, dopo il completamento dell'ala Nord e Sud, l'università si spostò nella nuova sede. L'università crebbe nei primi anni del novecento e istituì nuove facoltà nel campus, ottenendo fondi per la ricerca e le borse di studio. Nel 1904, la richiesta di servizio di due ore alla settimana in discipline militari per gli studenti maschi fu ridotta da quattro a due anni, e nel 1917 fu fondato il corpo degli ufficiali istruttori riservisti (Reserve Officer Training Corps).
Seconda guerra mondiale
Durante la seconda guerra mondiale, i militari aumentarono la propria presenza nel campus; le forze armate rilevarono il dormitorio Bowles Hall e la marina rilevò la International House e altre associazioni per i suoi allievi. Il laboratorio di radiologia di Berkeley di Ernest Orlando Lawrence, situato nelle colline sopra Berkeley stipulò degli accordi con la U.S. Army per sviluppare la bomba atomica, basandosi sulle ricerche d'avanguardia di Berkeley. Insieme ai successori del laboratorio di radiologia e del Lawrence Berkeley National Laboratory, l'Università di Berkeley gestisce altri due laboratori: il Los Alamos National Laboratory e il Lawrence Livermore National Laboratory, fondati rispettivamente nel 1943 e nel 1952. Gli scienziati di Berkeley hanno inventato il ciclotrone, scoperto l'antiprotone, hanno avuto un ruolo importante nello sviluppo del laser, hanno spiegato i processi sottostanti la fotosintesi clorofilliana, hanno isolato il virus della poliomielite, progettato degli esperimenti per confermare il teorema di Bell, scoperto molti elementi inclusi il Seaborgio, Plutonio, Berkelio, Laurenzio e Californio, e sviluppato il metodo di ingegneria biochimica CRISPR-Cas9.
Durante il maccartismo nel 1949, il consiglio direttivo adottò un giuramento di fedeltà anticomunista che doveva essere firmato da ogni dipendente dell'Università della California. Alcuni membri della facoltà si rifiutarono di firmare e furono rimossi dagli incarichi. Furono riassunti nelle loro posizioni solamente dieci anni dopo. Ad uno di questi, Edward Tolman, è stato dedicato un edificio che ospita i dipartimenti di psicologia ed educazione. Tale giuramento era stato previsto in un primo momento con una periodicità annuale in aggiunta al normale giuramento (una tantum) fatto da ogni dipendente di "sostenere e difendere la Costituzione degli Stati Uniti e la Costituzione dello Stato della California contro tutti i nemici sia stranieri che domestici".
Dopoguerra e attivismo
Nel 1952 l'Università della California divenne una entità separata rispetto al campus di Berkeley, in seguito ad una grande ristrutturazione del sistema universitario californiano. Ad ogni campus fu data una relativa autonomia ed un proprio rettore. Sproul prese la presidenza dell'intero sistema universitario della California, e Clark Kerr divenne il primo Rettore dell'Università di Berkeley. Con la fine della guerra e la conseguente nascita dell'attivismo studentesco, l'amministrazione dell'università cedette alle pressioni degli studenti e terminò l'addestramento obbligatorio nel 1962.
I riconoscimenti accademici dell'Università furono alterati nel 1964 dall'attivismo dei suoi studenti durante il Free Speech Movement (Movimento per la Libertà di Parola). Edwin Pauley, un membro del consiglio di amministrazione, chiese aiuto al direttore della CIA John McCone e al direttore dell'FBI J. Edgar Hoover, e gli furono mostrati dei rapporti dell'FBI che screditarono il rettore Clark Kerr ed altre persone (questa notizia fu confermata nel 2002, dopo diciassette anni di battaglia legale sulla libertà di informazione). La protesta studentesca durò fino ai primi anni settanta, talvolta in modo più violento che nel periodo del Free Speech Movement. Nel 1969, un gruppo di studenti rivendicò un edificio vuoto che l'università stava per convertire in dormitorio, chiamandolo "People's Park". Il governatore della California Ronald Reagan — che aveva dichiarato in campagna elettorale che avrebbe "sistemato la confusione" a Berkeley, e che poche settimane dopo il suo insediamento fece in modo di far licenziare il Preside Clark Kerr, perché non aveva avuto la mano pesante con il Free Speech Movement — chiamò le truppe della Guardia Nazionale degli Stati Uniti. L'Università alla fine si arrese alle richieste degli studenti, ma non prima che una dozzina di persone fossero ferite, un poliziotto accoltellato, e uno studente ucciso.
Contributo all'informatica
L'Università di Berkeley ha partecipato allo sviluppo di un gran numero di tecnologie fondamentali associate all'informatica come Internet, il software libero e il movimento open source. Tra questi si ricordano: Berkeley Software Distribution, BIND, PostgreSQL, le tecnologie RAID e RISC, Sendmail, SETI@home, SPICE, Tcl e il tool Tk. Berkeley ha stipulato inoltre diversi accordi con Google, Intel, Microsoft, Sun Microsystems, e Yahoo!.

## Struttura
L'ateneo è organizzato in quattordici college e scuole:
- Haas School of Business
- College of Chemistry
- Graduate School of Education
- College of Engineering
- College of Environmental Design
- Graduate School of Journalism
- Boalt Hall School of Law
- School of Information
- College of Letters and Science
- College of Natural Resources
- School of Optometry
- School of Public Health
- Richard & Rhoda Goldman School of Public Policy
- School of Social Welfare

### Campus
Il campus consta di circa 5 km² nella sua totalità; la sede principale, di circa 0,7 km², è situata nella parte occidentale. Il campus confina ad ovest con il centro della città di Berkeley, a nord con la parte più vecchia della città, e ad est con il Laboratorio Nazionale Lawrence e dalle colline di Berkeley. La parte sud del campus comprende gli alloggi degli studenti e la Telegraph Avenue, una via piena di negozi.
Il campus è diviso in due da un corso d'acqua, lo Strawberry Creek. Il campus ha anche diverse zone boscose, come Founders' Rock, Faculty Glade, Grinnell Natural Area, e la Eucalipto Grove.
Nel campus e nelle zone circostanti ci sono diversi edifici neoclassici progettati agli inizi del ventesimo secolo dagli architetti John Galen Howard, Bernard Maybeck e Julia Morgan. Gli edifici successivi furono disegnati da Charles Willard Moore (Haas School of Business) e Joseph Esherick (Wurster Hall). Ben poco rimane dell'originaria Università della California, con le sole eccezioni del South Hall in stile vittoriano e la Piedmont Avenue disegnata da Frederick Law Olmsted.

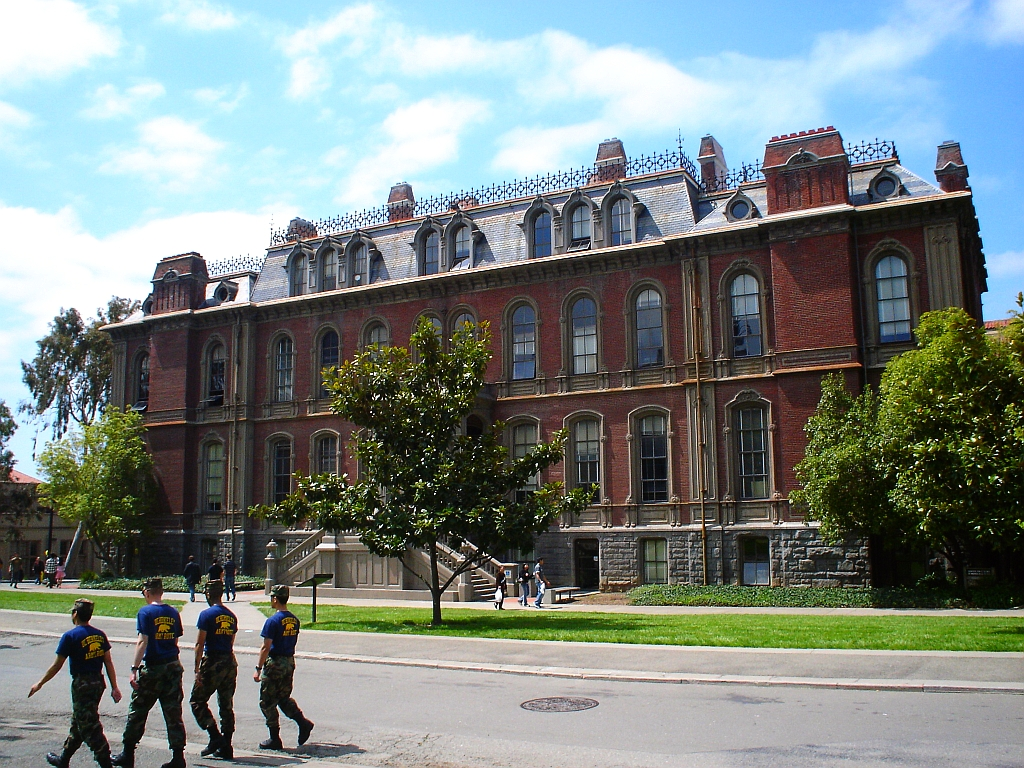
South Hall (1873), uno dei due edifici originali che ancora esistono a Berkeley della vecchia Università della California.

Costruita nel 1873, il South Hall è il più antico edificio universitario della California. Quella è considerata la parte storica del campus è il risultato della "competizione internazionale per il piano architettonico di Phoebe Hearst per l'Università della California" del 1898.
Howard disegnò più di venti edifici, che dettero l'impronta al campus fino alla sua espansione negli anni cinquanta e sessanta. Tra gli altri ci furono il Hearst Greek Theatre (Teatro Greco), il Hearst Memorial Mining Building, Doe Memorial Library, California Hall, Wheeler Hall, (Old) Le Conte Hall, Gilman Hall, Haviland Hall, Wellman Hall, Sather Gate, e la torre Sather, soprannominata "il campanile" poiché ispirata al campanile di San Marco a Venezia.
Alcuni edifici dovevano essere solo temporanei o non particolarmente austeri, e furono disegnati col tetto in legno in stile gotico, come la North Gate Hall, Dwinelle Annex, e Stephens Hall. Diversi edifici sono iscritti al registro dei siti storici della nazione.

### Biblioteche
Le trentadue biblioteche di Berkeley coprono insieme un'area di quasi 50000 m².

## Ricerca e attività editoriale
- Berkeley Open Infrastructure for Network Computing
- Center for the Built Environment
- Daedalus project
- Digital library project
- GiST, un albero di ricerca generalizzato per la memoria secondaria
- La fisica di Berkeley, corso introduttivo alla fisica generale
- Harmonia research project, un ambiente di programmazione interattivo e aperto
- Not Another Completely Heuristic Operating System, software per aiutare l'insegnamento dei sistemi operativi
- Sather, linguaggio orientato agli oggetti derivato dall'Eiffel programming language

## Sport
Le squadre dell'università nelle varie discipline sportive sono chiamate California Golden Bears o semplicemente Cal Bears, ma la parola "Berkeley" non è usata per riferirvisi.

## Presidi
- Henry Durant (1868)
- Benjamin Ide Wheeler (1899-1919)
- Robert Gordon Sproul (1930-)

## Rettori
La carica di rettore (chancellor) fu creata nel 1952 durante la riorganizzazione dell'Università della California:
- Clark Kerr (1952-1958)
- Glenn T. Seaborg (1958-1961)
- Edward W. Strong (1961-1965)
- Martin E. Meyerson (1965) – facente funzione
- Roger W. Heyns (1965-1971)
- Albert H. Bowker (1971-1980)
- Ira Michael Heyman (1980-1990)
- Chang-Lin Tien (1990-1997)
- Robert M. Berdahl (1997-2004)
- Robert J. Birgeneau (dal 2004)